# José Rivera (Fußballspieler, 1997)
José Daniel Rivera Martínez (* 8. Mai 1997 in Tarapoto) ist ein peruanischer Fußballspieler.

## Karriere

### Verein
Anfang 2016 rückte Rivera von der zweiten Mannschaft von CD Unión Comercio in die erste vor. Auf viele Einsätze kam er erst ab 2017, avancierte dann auch schnell zum Stammspieler. Mitte Februar 2020 folgte sein Wechsel zum Cusco FC, Anfang 2022 zog es ihn weiter zu Carlos A. Mannucci. Seit Anfang 2023 steht er bei Universitario de Deportes unter Vertrag, mit denen er 2023 auch die Meisterschaft gewann.

### Nationalmannschaft
Mit der peruanischen U-23 nahm er unter anderem an dem südamerikanischen Olympia-Qualifikationsturnier für die Spiele 2020 teil.
Sein Debüt für die peruanische A-nationalmannschaft gab er am 16. November 2022 bei einem 1:0-Freundschaftsspielsieg über Paraguay, bei dem er in der Startelf stand und zur zweiten Halbzeit für Christian Cueva ausgewechselt wurde. Danach folgten noch zwei Freundschaftsspieleinsätze im Jahr 2024 sowie eine Nominierung für den Turnierkader bei der Copa América 2024.